# Alsophis manselli
Espèce
Synonymes
- Alsophis leucomelas manselli Parker, 1933
- Alsophis antillensis manselli Parker, 1933

Alsophis manselli est une espèce de serpents de la famille des Dipsadidae.

## Répartition
Cette espèce est endémique de Montserrat. 

## Publication originale
- Parker, 1933 : Some amphibians and reptiles from the Lesser Antilles. Annals and Magazine of Natural History, sér. 10, vol. 11, no 61, p. 151-158.